# Словник
Сло́вник — перечень слов, расположенных в алфавитном или систематизированном порядке, составляемый в процессе работы над словарём или энциклопедией. При подготовке словника энциклопедии он представляет собой оглавление издания, отражающее его структуру и профиль. При составлении словника производится отбор терминов и устанавливается соотношение объёмов разделов и отдельных статей, выделяется цикл статей, разрабатывается система ссылок. С работой над словником тесно связано планирование помещения библиографии, иллюстраций, карт и другого дополнительного материала. При ограниченном объёме издания словник используется для планирования заданного объёма. Создание энциклопедии обычно начинается с составления тематических словников по разным отраслям знаний, имеющих рубрикацию от общих понятий до частных терминов. На основе сводного тематического словника составляется общий алфавитный словник всего издания. Для включения в энциклопедию новых терминов в процессе работы при составлении словника закладывается резерв количества статей.